# Katarzyna Pawłowska
Katarzyna Pawłowska, née le 16 août 1989 à Przygodzice, est une coureuse cycliste polonaise. Elle remporte les titres de championne du monde de scratch en 2012 et 2013 et de la course aux points en 2016. Elle est également championne d'Europe de course aux points en 2015. En 2012, elle remporte le championnat de Pologne sur route.

## Biographie
En 2016, Katarzyna Pawłowska gagne les première et deuxième étapes du Tour de l'Ardèche au sprint,.
En 2017, elle gagne le championnat de Pologne du contre-la-montre. Sur la course en ligne des Championnats d'Europe, Katarzyna Pawłowska fait partie de l'échappée décisive mais est victime d'une chute. Au Tour de l'Ardèche, elle court sous le maillot de la sélection nationale polonaise. Comme l'année précédente, elle remporte les deux premières étapes de l'épreuve au sprint,.

## Palmarès sur piste

### Championnats du monde
- Copenhague 2010
  - 12e de la poursuite par équipes
- Apeldoorn 2011
  - 14e de la poursuite par équipes
- Melbourne 2012
  -  Championne du monde de scratch
  - 8e de la course aux points
  - 15e de la poursuite individuelle
- Minsk 2013
  -  Championne du monde de scratch
  - 4e de l'omnium
  - 4e de la poursuite par équipes
- Cali 2014
  -  Médaillée d'argent du scratch
  - 4e de la poursuite par équipes
  - 6e de l'omnium
- Saint-Quentin-en-Yvelines 2015
  - 10e de la poursuite par équipes
  - 16e du scratch
  - 17e de la course aux points
- Londres 2016
  -  Championne du monde de course aux points
  - 7e de la poursuite par équipes
- Apeldoorn 2018
  - 8e de la poursuite par équipes[6]
  - 18e de la course aux points[7]

### Coupe du monde
- 2012-2013
  - Classement général de la poursuite
  - 1re de la poursuite à Aguascalientes
  - Classement général de la course aux points
  - 1re de la course aux points à Aguascalientes
- 2013-2014
  - 1re de l'omnium à Guadalajara
- 2014-2015
  - 3e du scratch à Londres

### Championnats d'Europe
| Édition / Épreuve              | Poursuite individuelle | Poursuite par équipes | Course aux points | Omnium |
| Anadia 2011 (espoirs)          | Argent                 | Argent                | Bronze            |        |
| Apeldoorn 2011                 |                        |                       | Argent            |        |
| Panevėžys 2012                 |                        | Argent                |                   | Bronze |
| Apeldoorn 2013                 |                        | Argent                |                   |        |
| Granges 2015                   |                        |                       | Or                |        |
| Saint-Quentin-en-Yvelines 2016 |                        | Argent                | Bronze            |        |
| Berlin 2017                    |                        | Bronze                |                   |        |

### Jeux européens
| Édition / Épreuve | Poursuite par équipes |
| Minsk 2019        | Bronze                |

### Championnats nationaux
- 2010
  -  Championne de Pologne de course aux points
- 2011
  -  Championne de Pologne de course aux points
- 2012
  -  Championne de Pologne de poursuite individuelle
  -  Championne de Pologne de course aux points
  -  Championne de Pologne du scratch
  -  Championne de Pologne d'omnium
- 2013
  -  Championne de Pologne de poursuite individuelle
  -  Championne de Pologne d'omnium
- 2017
  -  Championne de Pologne d'omnium

## Palmarès sur route

### Par année
- 2009
  - 3e du championnat de Pologne du contre-la-montre
- 2012
  -  Championne de Pologne sur route
- 2013
  -  Championne de Pologne du contre-la-montre
  - 3e étape du Tour de Bretagne
  - Tour féminin en Limousin :
    - Classement général
    - 3e et 4e étapes

  - 3e du championnat de Pologne sur route
  - 3e du Grand Prix cycliste de Gatineau
- 2014
  - 2e du championnat de Pologne du contre-la-montre
  - 3e du Contre-la-montre par équipes de Vårgårda  (Cdm)
- 2015
  -  Médaillée d'argent du championnat du monde du contre-la-montre par équipes
  - 3e de l'Open de Suède Vargarda TTT (contre-la-montre par équipes) (Cdm)
  - 3e du championnat de Pologne sur route
- 2016
  - Contre-la-montre par équipes de l'Open de Suède Vårgårda
  - 1re et 2e étapes du Tour de l'Ardèche
  - 2e du championnat de Pologne du contre-la-montre
  - 8e du championnat d'Europe du contre-la-montre
  - 9e du championnat du monde du contre-la-montre
- 2017
  -  Championne de Pologne du contre-la-montre
  - 1re et 2e étapes du Tour de l'Ardèche
  - 7e du championnat d'Europe du contre-la-montre
- 2018
  - 2e du championnat de Pologne du contre-la-montre
- 2019
  -  Médaillée d'argent de la course en ligne des Jeux mondiaux militaires
  -  Médaillée d'argent de la course en ligne par équipes des Jeux mondiaux militaires

### Classements mondiaux
| Année                                 | 2009 | 2010 | 2011 | 2012 | 2013 | 2014 | 2015 | 2016 | 2017 | 2018 |
| ------------------------------------- | ---- | ---- | ---- | ---- | ---- | ---- | ---- | ---- | ---- | ---- |
| Classement UCI                        | 346e | nc   | 354e | 80e  | 23e  | 112e | 227e | 77e  | 121e | 173e |
| UCI World Tour                        |      |      |      |      |      |      |      | 82e  | nc   | 139e |
|                                       |      |      |      |      |      |      |      |      |      |      |
| Légende : nc = non classéSource : UCI |      |      |      |      |      |      |      |      |      |      |

## Distinctions
- Coureuse polonaise de l'année : 2014